# Eurylophella aestiva
Eurylophella aestiva är en dagsländeart som först beskrevs av Mcdunnough 1931.  Eurylophella aestiva ingår i släktet Eurylophella och familjen mossdagsländor. Inga underarter finns listade i Catalogue of Life.